# Lampsilis fasciola
Lampsilis fasciola е вид мида от семейство Unionidae.

## Разпространение
Видът е разпространен в Канада (Онтарио) и САЩ (Алабама, Вирджиния, Джорджия, Западна Вирджиния, Илинойс, Индиана, Кентъки, Мисисипи, Мисури, Мичиган, Ню Йорк, Охайо, Пенсилвания, Северна Каролина, Тенеси и Флорида).